# ルリク・ギスラソン
ルリク・ギスラソン（Rúrik Gíslason 、1988年2月25日 - ）は、アイスランド・レイキャヴィーク出身の元プロサッカー選手。元アイスランド代表。現役時代のポジションは、フォワード。

## 経歴
2005年8月、チャールトン・アスレティックFCに移籍したが、出場機会はなかった。
2011年、デンマークで開催されたUEFA U-21欧州選手権2011に参加した。

## 代表歴

### 出場大会
- アイスランド代表
  - 2018 FIFAワールドカップ

### 試合数
- 国際Aマッチ 53試合 3得点（2009年-2018年）[1]

| アイスランド代表 | 国際Aマッチ | 国際Aマッチ |
| 年               | 出場        | 得点        |
| ---------------- | ----------- | ----------- |
| 2009             | 4           | 0           |
| 2010             | 5           | 1           |
| 2011             | 4           | 0           |
| 2012             | 8           | 0           |
| 2013             | 5           | 0           |
| 2014             | 7           | 1           |
| 2015             | 4           | 1           |
| 2016             | 0           | 0           |
| 2017             | 6           | 0           |
| 2018             | 10          | 0           |
| 通算             | 53          | 3           |

### 得点
| #  | 開催日         | 会場                     | 対戦国             | スコア | 結果 | 試合概要           | ref   |
| -- | -------------- | ------------------------ | ------------------ | ------ | ---- | ------------------ | ----- |
| 1. | 2010年8月11日  | ラウガルタルスヴェルル   | リヒテンシュタイン | 1–0    | 1–1  | 親善試合           | [ 2 ] |
| 2. | 2014年10月10日 | スコント・スタディオン   | ラトビア           | 3–0    | 3–0  | UEFA EURO 2016予選 | [ 3 ] |
| 3. | 2015年3月31日  | ア・ル・コック・アレーナ | エストニア         | 1–0    | 1–1  | 親善試合           | [ 4 ] |

## タイトル
コペンハーゲン
- デンマーク・スーペルリーガ: 2012–13
- 'デンマーク・カップ:2014–15

## その他
アイスランドのプロサッカー選手ハンネス・ソール・ハルトルションの映画監督デビュー作である2021年のアクション・コメディ映画『2バッドコップス』に犯罪グループのメンバーの1人「オマール」役で出演している。